# Choi Na-yeon
Pour les articles homonymes, voir Choi.
Dans ce nom coréen, le nom de famille, Choi, précède le nom personnel.
Na-yeon Choi (최나연 en coréen), née le 28 octobre 1987 à Séoul, est une golfeuse sud-coréenne. Professionnelle depuis 2004, elle intègre le circuit sud-coréen puis le circuit américain en 2008. Elle compte sept titres professionnelles et des places d'honneur en tournois majeurs telles qu'une seconde place à l'Open américain et une troisième place à l'Open britannique en 2010.

## Biographie
Le 16 octobre 2011, elle remporte sa première victoire de la saison lors de l'Open de Kuala Lumpur.

## Palmarès
Na Yeon Choi compte au total sept titres professionnelles, trois sur le circuit de la LPGA (nord-américain) et quatre sur le circuit sud-coréen (KLPGA). Sa meilleure performance sur un tournoi majeur de la LPGA est une seconde place à l'Open américain en 2010.

### Victoires professionnelles (9)
| Année    | Tournoi                                         | Tournoi                                         | Tournoi |
| 2004 (1) | ADT CAPS Invitational (KLGPA)                   |                                                 |         |
| 2005 (1) | Lake Side Ladies Open (KLGPA)                   |                                                 |         |
| 2006 (1) | KB Star Tour in Hampyung (KLGPA)                |                                                 |         |
| 2007 (1) | Shinsegye Cup KLPGA Championship (KLGPA)        |                                                 |         |
| 2009 (2) | Championnat de la LPGA Hana Bank (KLGPA & LPGA) | Samsung World Championship (LPGA)               |         |
| 2010 (2) | Jamie Farr Owens Corning Classic (LPGA)         | Championnat de la LPGA Hana Bank (KLGPA & LPGA) |         |
| 2011 (1) | Sime Darby LPGA Malaysia                        |                                                 |         |

### Parcours en tournois majeurs
| Tournoi                   | 2007 | 2008 | 2009 | 2010 | 2011 | 2012 | 2013 | 2014 | 2015 | 2016 | 2017 |
| ------------------------- | ---- | ---- | ---- | ---- | ---- | ---- | ---- | ---- | ---- | ---- | ---- |
| Championnat Kraft Nabisco | DNP  | T6   | T40  | T27  | T47  | 8    | T32  | T16  | T29  | T18  | CUT  |
| Championnat de la LPGA    | DNP  | T18  | 8    | CUT  | T43  | DQ   | T9   | T25  | T34  | CUT  | CUT  |
| Open américain            | CUT  | T19  | T9   | T2   | CUT  | 1re  | T17  | T13  | T26  | CUT  | T60  |
| Open britannique          | DNP  | T21  | T8   | T3   | T7   | T13  | T2   | CUT  | T61  | CUT  | DNP  |
| The Evian Championship ^  |      |      |      |      |      |      | T44  | 5    | DNP  | WD   | DNP  |

DNP = N'a pas participé

CUT = A raté le Cut

"T" = Égalité

DQ : disqualifiée

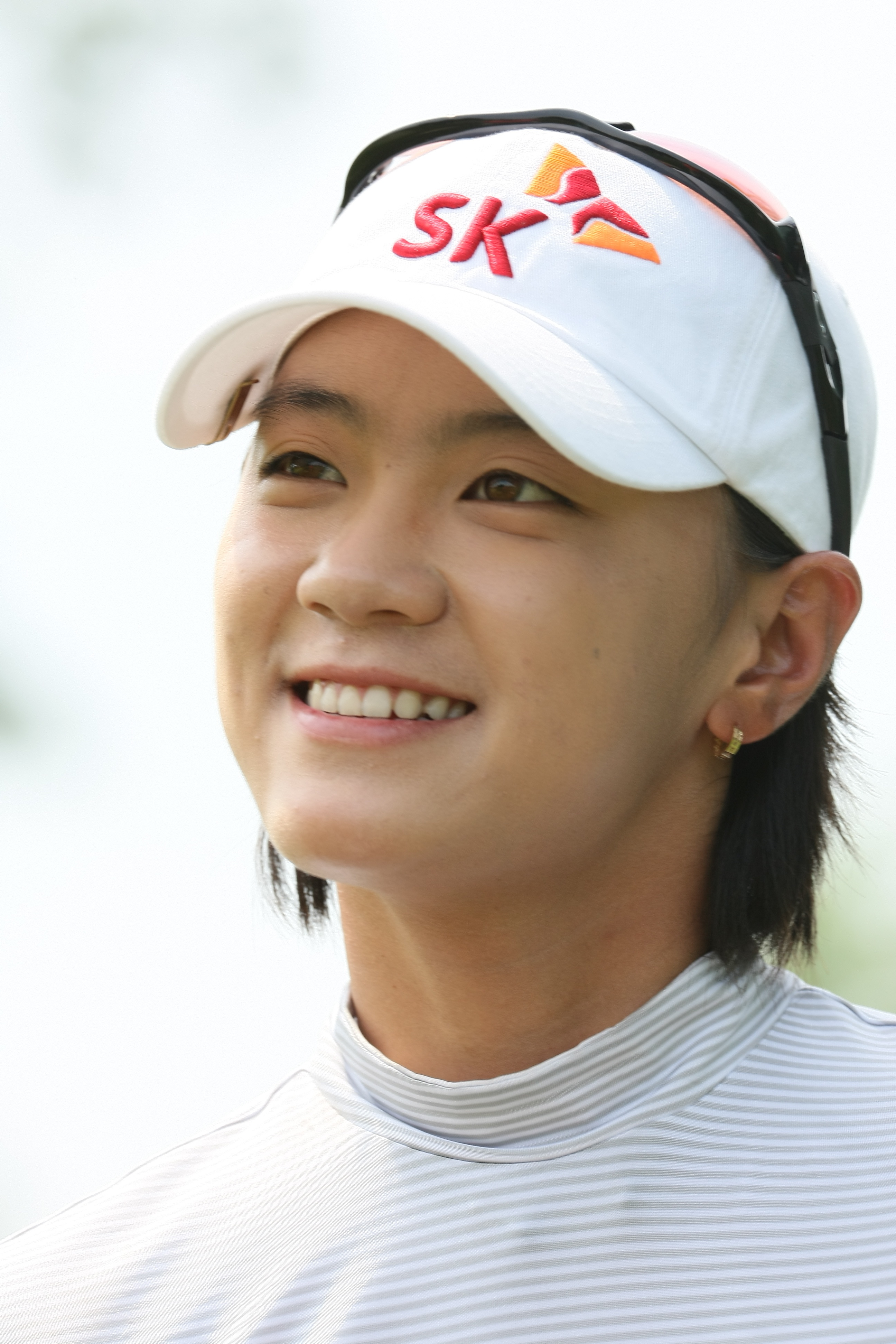
Na Yeon Choi au Championnat de la LPGA en 2009.

Le fond vert montre les victoires et le fond jaune un top 10.